# Búnquer de camí al cim de la Roca Miralles
Búnquer de camí al cim de la Roca Miralles és una obra del municipi de Vilajuïga (Alt Empordà) inclosa en l'Inventari del Patrimoni Arquitectònic de Catalunya.

## Descripció
Situat al nord-est del nucli urbà de la població de Vilajuïga, al vessant oriental de la Roca Miralles, a tocar el cim del puig.
Búnquer soterrat de planta quadrada bastit amb formigó i folrat amb una capa de pedra de la zona lligada amb ciment. La part superior està coberta amb terra i pedres, a manera de camuflatge. Presenta una obertura rectangular apaïsada i una porta d'accés a l'interior en un dels laterals. A la part posterior del búnquer destaca l'estructura circular de formigó utilitzada per instal·lar el canó.

## Història
Construcció militar portada a terme per l'organisme franquista denominat "Servicio Militar de Construcción". Aquestes fortificacions pertanyen a l'extensa i àmplia xarxa de búnquers i nius de metralladora, bastides entre els anys 1940-45, que s'estén tot al llarg de les terres properes a la frontera i al litoral nord de l'Empordà. Aquesta va ser nomenada "linea P" o "linea Peréz", encara que també és coneguda com a "línea Gutierrez", potser pel fet que el coronel d'enginyer Manuel Duelo Gutiérrez, va participar en una reunió relativa a la fortificació d'aquesta línia.
Realment, l'origen del nom ve donat per la posició geogràfica de la línia en qüestió que abastava tota la part del Pirineus, d'aquí que s'anomenés P. Totes aquestes construccions foren bastides després d'acabar-se la guerra del 1936-39 pels serveis de l'exèrcit del govern dictatorial, en resposta a una possible invasió procedent de França.
L'any 1985 es va decidir suprimir els regiments de defensa i desmantellar les bateries.
Quan el búnquer va caure en desús es va reutilitzar com barraca de pastor, encara que actualment està abandonada.